# Erwin Zeinstra

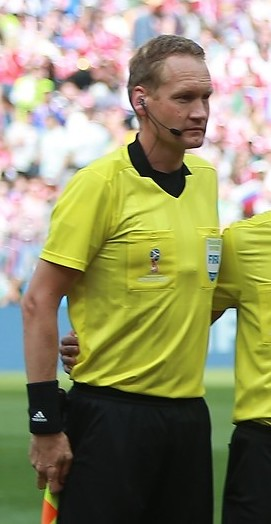
Erwin Zeinstra (2018)

Erwin E. J. Zeinstra (* 31. Januar 1977) ist ein niederländischer Fußballschiedsrichterassistent.

## Werdegang
Zeinstra begann als Schiedsrichter und leitete unter anderen 38 Spiele in der Eerste Divisie zwischen 2002 und 2005, bevor er seitdem ausschließlich als Schiedsrichterassistent tätig ist.
Seit 2010 steht Zeinstra als Schiedsrichterassistent auf der Liste der FIFA-Schiedsrichter und ist an der Spielleitung internationaler Fußballspiele beteiligt. Er war (gemeinsam mit Sander van Roekel) langjähriger Schiedsrichterassistent von Björn Kuipers bei internationalen Fußballspielen.
Als Schiedsrichterassistent von Kuipers war Zeinstra bei allen großen internationalen Turnieren von 2013 bis Kuipers Karriereende 2021 im Einsatz.
Bei der Weltmeisterschaft 2014 in Brasilien und der Europameisterschaft 2016 in Frankreich assistierte er zusammen mit Sander van Roekel Schiedsrichter Björn Kuipers bei jeweils drei Spielen.
2018 bildeten Zeinstra und van Roekel mit Björn Kuipers eines von 36 Schiedsrichtergespannen bei der Weltmeisterschaft 2018 in Russland.
Im April 2021 wurden Kuipers, van Roekel und Zeinstra für die Europameisterschaft 2020 im Juni und Juli 2021 nominiert. Bei dieser leiteten sie vier Spiele, darunter das Finale zwischen Italien und England (1:1 n. V., 3:2 i. E.).